# دلالت
دلالت، به حالتی گفته می‌شود که از علم به یک چیز، به چیز دیگری علم پیدا کنیم. مثلاً با دیدن خمیازه کشیدن کسی، متوجه می‌شویم که او خسته است. منطق‌دانان برای توصیف این حالت، می‌گویند: «خمیازه دلالت بر خستگی دارد».
در مثالی که بیان شد، اصطلاحاً گفته می‌شود خمیازه «دال»، خستگی «مدلول» و این ویژگیِ خمیازه که ما را به خستگی منتقل می‌کند «دلالت» نام دارد.

## اقسام دلالت
دلالت‌ها به حسب رابطه‌ای که بین دال و مدلول وجود دارد، به سه دسته تقسیم می‌شوند:
دلالت عقلی: دلالتی است که بین دال و مدلول رابطه علیت وجود دارد و منشأ انتقال ذهن ما از دال به مدلول نیز همین است. مثلاً ما علم داریم که دود معلول آتش است و همین علم موجب می‌شود هنگامی که با دود مواجه می‌شویم، پی به آتش ببریم.
دلالت طبعی: دلالتی‌است که رابطه بین دال و مدول ناشی از ویژگی خاصی است که در طبیعت انسان‌ها وجود دارد؛ مثلاً ما به محض دیدن گریه‌کردن یک شخص، پی به ناراحتی او می‌بریم. یا به محض خمیازه کشیدن کسی، متوجه خستگی او می‌شویم. 
دلالت وضعی: دلالتی‌است که رابطه بین دال و مدول ناشی از وضع و قرار داد است؛ مثلاً ما انسان‌های فارسی‌زبان، قرارداد کرده‌ایم که لفظ «انگور» را برای میوه خاصی که همگی با آن آشنایی داریم، به کار ببریم. این قرارداد باعث می‌شود ذهن ما - به شرطی که از آن قرارداد مطلع باشد -  به محض دیدن یا شنیدن لفظ «انگور»، به آن میوه خاص منتقل شود و منظور متکلم را بفهمد.

## دلالت لفظ بر معنی
یکی از اقسام دلالت وضعی، دلالت لفظ بر معنی است، زیرا هر لفظی در یک زبان به ازای معنی معیّنی وضع شده است. دلالت لفظ بر معنی بر چند دسته است:
دلالت مطابقی: دلالت لفظ بر تمام معنی خود از جهت آن که لفظ برای آن نام‌گذاری شده است را دلالت مطابقه می‌نامند؛ مانند کسی که درخت بگ.  خر و گاو هم مانند تو هست .
دلالت تضمن: دلالت لفظ بر یک جزء یا همهٔ اجزای معنی است و به این جهت تضمن نامیده می‌شود که کلی اجزای خود را در بر دارد، و چون لفظ بر معنی خود دلالت می‌کند، بر اجزاء هم دلالت می‌کند. مثلاً وقتی گفته می‌شود «میز شکست» و منظور یک پایهٔ میز باشد.
دلالت التزام: یعنی دلالت لفظ بر امری خارج از معنی که از آثار و لوازم معنی است، و به همین سبب با آن همراه است. مانند این که گفته می‌شود «خانه‌ام را دزد برد» و منظور «اثاث خانه» باشد یا این که بگویند «علی شیر است» و منظور از شیر معنای شجاع باشد.
در دلالت تضمن و التزام، وضع و عقل هر دو دخالت دارند.